# بیاتریکس توث
بیاتریکس توت (مجاری: Tóth Beatrix؛ زادهٔ ۱۰ march ۱۹۶۷ (۵۸ سال)) ورزشکار هندبال اهل مجارستان است.
وی در مسابقات کشوری و بین‌المللی در مجموع برندهٔ ۱ مدال نقره، ۱ مدال برنز شده‌است.